# Inverness Highlands South
Inverness Highlands South es un lugar designado por el censo ubicado en el condado de Citrus en el estado estadounidense de Florida. En el Censo de 2010 tenía una población de 6.542 habitantes y una densidad poblacional de 448,17 personas por km².

## Geografía
Inverness Highlands South se encuentra ubicado en las coordenadas 28°48′3″N 82°20′14″O / 28.80083, -82.33722. Según la Oficina del Censo de los Estados Unidos, Inverness Highlands South tiene una superficie total de 14.6 km², de la cual 14.57 km² corresponden a tierra firme y (0.21%) 0.03 km² es agua.

## Demografía
Según el censo de 2010, había 6.542 personas residiendo en Inverness Highlands South. La densidad de población era de 448,17 hab./km². De los 6.542 habitantes, Inverness Highlands South estaba compuesto por el 93.55% blancos, el 1.8% eran afroamericanos, el 0.4% eran amerindios, el 1.28% eran asiáticos, el 0% eran isleños del Pacífico, el 1.21% eran de otras razas y el 1.76% pertenecían a dos o más razas. Del total de la población el 5.93% eran hispanos o latinos de cualquier raza.